# 野村恵造
野村 恵造（のむら けいぞう、1955年8月14日 - ）は、日本の言語学者。専門は、英語学（特に語用論）・社会言語学。東京女子大学現代教養学部国際英語学科国際英語専攻教授。

## 略歴
- 1979年3月  京都大学文学部英語英文学専攻卒業
- 1981年3月  大阪大学大学院文学研究科英語学専攻博士前期課程修了
- 1983年9月  大阪大学大学院文学研究科英語学専攻博士後期課程中退
- 1983年10月 大阪大学言語文化学部 助手
- 1986年5月  同 講師
- 1988年4月  東京外国語大学外国語学部 講師
- 1998年4月  同 助教授
- 2007年4月  同 准教授
- 2009年4月  同 大学院総合国際学研究院 言語文化部門言語研究系 准教授（大学院重点化による配置換え）
- 2012年4月  東京女子大学現代教養学部人文学科英語文学文化専攻 准教授
- 2014年4月  同 教授

## 編著書
- 『Milestone English Writing』（高等学校検定教科書、共著、1996,2003年、啓林館）
- 『言葉にこだわるイギリス社会』（共訳、2003年、岩波書店）
- 『旺文社レクシス英和辞典』（編者、2003年1月、旺文社）
- 『コアレックス英和辞典』（編者、2005年11月、旺文社）
- 『オーレックス和英辞典』（編集主幹、2008年10月、旺文社）
- 『オーレックス英和辞典』（編者、2008年10月、旺文社）
- 『Vision Quest 総合英語』（監修、2013年3月、啓林館）
- 『ジョンブルとアンクルサム──イギリス英語とアメリカ英語』（著者、2013年6月、研究社）
- 『Vision Quest 総合英語 Ultimate』（監修、2017年3月、啓林館）
- 『リーダーズ英和中辞典 第2版』（監修、2017年10月、研究社）